# Naranjeros Escuintla
Deportivo Naranjeros Escuintla – gwatemalski klub piłkarski z siedzibą w mieście Siquinalá, w departamencie Escuintla. Występuje w rozgrywkach Segunda División. Domowe mecze rozgrywa w oddalonym o 23 kilometry mieście Escuintla, na obiekcie Estadio Armando Barillas.

## Historia
Klub został założony w 2004 roku pod nazwą Deportivo Siquinalá. Od razu przystąpił do rozgrywek czwartej ligi gwatemalskiej, w której występował w latach 2004–2005, po czym awansował do trzeciej ligi. W 2016 roku zespół po raz pierwszy awansował na drugi szczebel rozgrywek. Tam grał w latach 2016–2017 i po zaledwie roku wywalczył historyczny awans do Liga Nacional, pokonując w decydującym meczu Santa Lucía Cotzumalguapa (0:0, 4:2 k.). W najwyższej klasie rozgrywkowej występował w latach 2017–2020, po czym spadł do drugiej ligi. Relegacja nastąpiła w kontrowersyjnych okolicznościach. Ze względu na pandemię COVID-19 decyzją Gwatemalskiego Związku Piłki Nożnej (FEDEFUT) sezon przerwano 9 kolejek przed końcem, i choć zdecydowano się nie wyłaniać mistrza, to utrzymano spadki i awanse. Siquinalá wraz z Deportivo Mixco (drugim spadkowiczem z pierwszej ligi), Capitalinos FC (spadkowiczem z drugiej ligi) oraz USAC (spadkowiczem z trzeciej ligi), wniosła sprawę przeciwko FEDEFUT do Sportowego Sądu Arbitrażowego (CAS), którą jednak przegrała.
W 2020 roku, po spadku do drugiej ligi, Deportivo Siquinalá zmienił nazwę na Naranjeros Escuintla, podkreślając swój związek z departamentem Escuintla („Naranjeros” to z kolei przydomek klubu od początku jego powstania). W 2022 roku zespół zanotował relegację do trzeciej ligi gwatemalskiej.

## Trenerzy
- Kenny Colindres (2016–2017)[9]
- César Balcárcel (2017)[10]
- Jairo Pérez (2017)[10]
- Daniel Berta (2018)[11]
- Otto Rodríguez (2018–2019)[12]
- Antonio Acosta (2019)[13]
- Adrián Barrios (2019)[13]
- Ariel Sena (2020)[14]
- Anderson Alvarado (2021)
- Otto Rodríguez (2021)
- Daniel Berta (2022)
- Misael Orellana (2022)